# ليستير اندروز
ليستير اندروز (بالإنجليزية: Lester Andrews)‏ هو كيميائي أمريكي، ولد في 31 يناير 1942.